# 七尾市歌
「七尾市歌」（ななおしか）は、日本の石川県七尾市が制定した市歌である。以下の2代が存在する。
1. 1941年（昭和16年）制定[2]。作詞・西川好次郎、作曲・今井松雄。
2. 1968年（昭和43年）制定[1]。作詞・河西新太郎、作曲・供田武嘉津。

2004年（平成16年）10月1日に鹿島郡田鶴浜町、中島町および能登島町の3町と新設合併したことにより2.が失効扱いとなって以降、公式の市歌は定められていないが市内の行事では慣例的に2.が演奏されている。

## 解説

### 初代
初代の「七尾市歌」（ななおしか）は1941年（昭和16年）に北國毎日新聞が市制施行を記念して懸賞募集を実施し、市に寄贈したものである。日本国内だけでなく満洲や上海からも応募があり、1108篇にのぼる応募作から和歌山県在住で戦後に地元の県民歌で入選した西川好次郎の作品が一等入選として採用された。作曲者の今井松雄は石川県女子師範学校教諭で、戦後に「金沢市民の歌」を作曲している。
この初代市歌は日中戦争が激化した時期に制定された世相もあり「皇国（みくに）の明日を負う」「興亜の道ひとつ」と大時代的な語句が含まれていたため、太平洋戦争の終結を境に演奏されなくなった。

### 2代目
2代目の「七尾市歌」は1969年（昭和44年）の市制30周年・七尾港開港70周年を迎えるに当たり、前年に市民憲章・市花（ツツジ）および推奨花（春：スミレ、秋：サルビア）と合わせて新市歌の懸賞募集を実施したものである。懸賞募集に入選した河西新太郎は香川県在住の詩人で、初代に続き石川県外からの応募作が採用された。制定時に日本マーキュリーがシングル盤（規格品番：DM-3331）を製造している。
曲の完成後に七尾市議会へ市民憲章および市花・推奨花と合わせて市歌制定議案が上程され、1968年（昭和43年）6月17日に全会一致で可決、成立ののち、7月18日に発表演奏が行われた。

#### 合併後の扱い
2代目「七尾市歌」の制定主体であった（旧）七尾市は平成の大合併において鹿島郡北部の田鶴浜町、中島町および能登島町と新設合併し、2004年（平成16年）10月1日を以て（新）七尾市が発足した。地方自治法上は合併前の旧市の名称を引き継いでいても別個の地方公共団体として取り扱われるため、合併協議会において個別に取り決めを行わない場合は同名旧市の制度は自動的に失効したものとみなされる。（旧）七尾市以外のの3町では中島町のみイメージソングとして「ふるさとよいつまでも」「イヤサカなかじま」の2曲を作成していたが、七尾・鹿北合併協議会では「新市の市章、市民憲章、市の花木等及び市歌については、新市において新たに定めるものとする」と取り決められたことにより、旧市が制定した「七尾市歌」および中島町の2曲はいずれも合併当日に失効・廃止されたものと解される。
しかし、合併10周年を機に設置された七尾市シンボル等策定市民会議では以下の通り結論が先送りされることとなり、以降も公的には廃止された扱いの2代目「七尾市歌」が2010年代以降も新市の行事で慣例的に演奏され続けている。
2025年（令和7年）4月、合併20周年を機に10年ぶりの市民会議が設置され年度内を目処に前回は先送りとなった3代目（合併後の新市としては初代）市歌の制定準備が進められることになった。制定に当たっては合併20周年と併せて、前年の能登半島地震からの復興も作成動機に挙げられている。